# Lijst van personen uit Stadskanaal
Deze lijst van personen uit Stadskanaal bevat bekende personen die in deze Groningse plaats zijn geboren, overleden of woonachtig zijn geweest.
- René Becker (1973), zanger

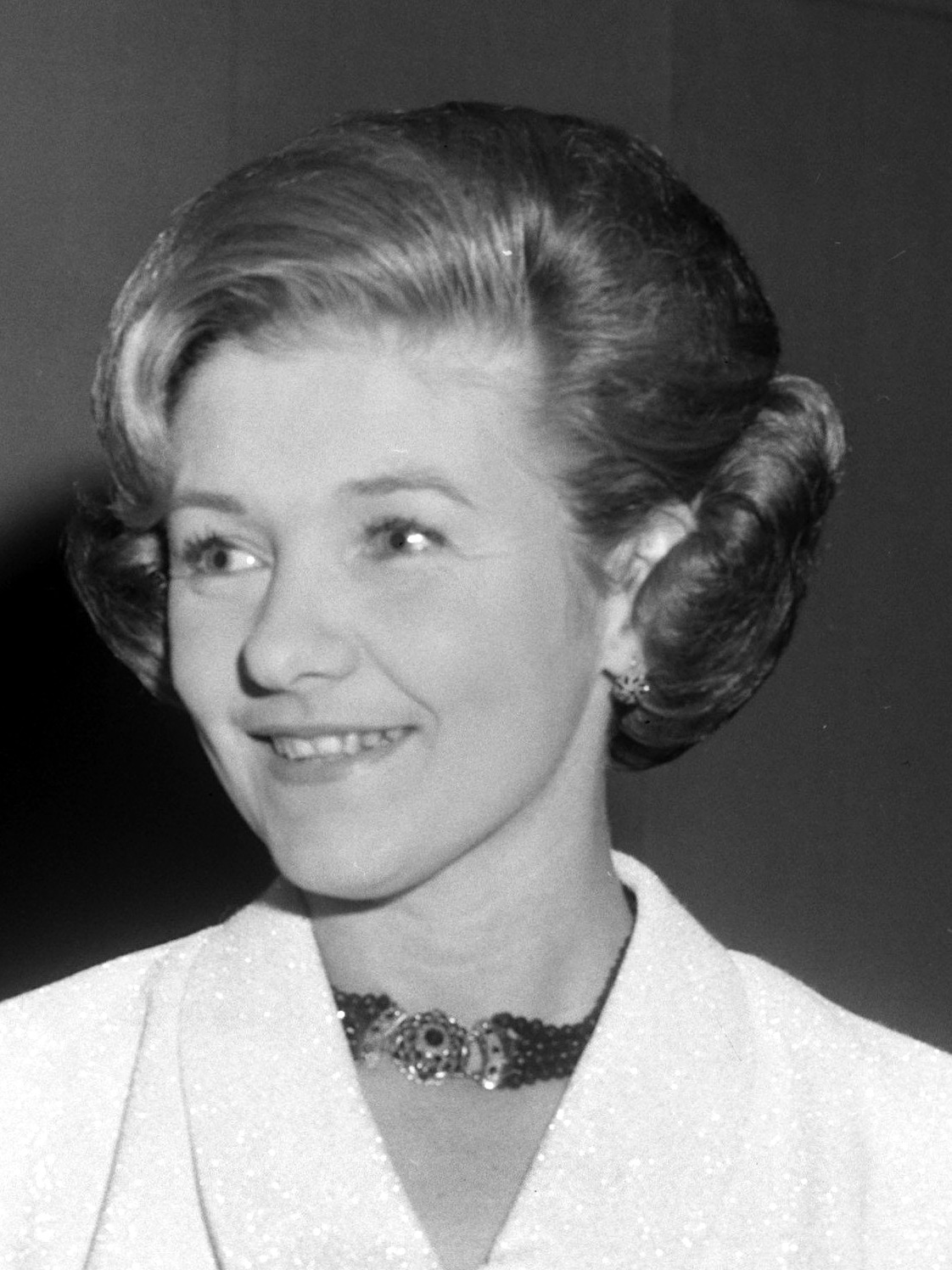
Gertie Evenhuis (1927-2005)

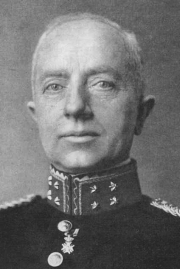
Izaäk Reijnders (1879-1966)

- Pieter Bergmeijer (1874-1940), burgemeester
- Glenn Bijl (1995), profvoetballer
- Arjan Blaauw (1974), voormalig voetballer
- Melis Bloemsma (1925–1998), wethouder en vakbondsactivist
- Henk Bos (1992), profvoetballer
- Ad-Just Bouwman (1983), cabaretier
- Frits Brink (1946-2025), politicus
- Jan Willem Brinkman (1947), generaal en korte tijd korpschef Rotterdam
- Cornelis Dopper (1870-1939), dirigent en componist
- Jochem Douma (1931-2020), theoloog en hoogleraar
- Willem en Hindertje Drenth (1905-1964 en 1904-1988), onderduikgevers
- Elso Dusseljee (1881-1964), ontdekkingsreiziger en ondernemer
- Jarno Duursma (1976), spreker, publicist
- Bas Eefting (1982), Nederlands atleet
- Frank van Etten (1982), zanger
- Gertie Evenhuis (1927-2005), kinderboekenschrijfster
- Haaije Feenstra (1987), voetballer
- Han Friedericy (1900-1962), schrijver en ambtenaar
- Johan Hamster (1982), politicus
- Lex Jongsma (1938-2013), schaker en schaakjournalist
- Tjakko Kuiper (1898-1927), moordenaar van de cabaretier Jean-Louis Pisuisse en diens vrouw Jenny Gilliams
- Ina Leppink-Schuitema (1953), politica
- Christoffer Linzel (1879-1943), architect en aannemer
- Otto Linzel (1883-1977), architect
- Jan Linzel (1915-2019), Engelandvaarder en gevechtsvlieger
- Mareille Meijering (1995), wielrenster
- Herman Meima (1905-1999), componist
- Loes Mulder (1972), topambtenaar die in 2016 secretaris-generaal van het Ministerie van Sociale Zaken en Werkgelegenheid werd
- Eint Beekman Ockels (1939), politicus
- Herman Poort (1886-1933), dichter
- Andries Postma (1943), rechtsgeleerde en voormalig politicus
- Izaäk Reijnders/Reynders (1879-1966), generaal (opperbevelhebber van land- en zeemacht 1939-1940)
- Kor Smeenge (1980), beeldhouwer
- Sylvia Smit (1986), voetbalster Nederlands elftal
- Gerhard Willem Spitzen (Geert Teis Pzn) (1864-1945), dichter en schrijver in het Gronings
- Gé-Karel van der Sterren (1969), kunstschilder
- Johan Theunisz (1900-1979), historicus en schrijver
- Simon van Wattum (1930-1995), dichter, schrijver en journalist
- Henk Wijngaard (1946), zanger

Alkmaar · 
Almelo ·
Almere · 
Alphen-Chaam · 
Alphen aan den Rijn ·
Amersfoort · 
Amstelveen · 
Amsterdam · 
Apeldoorn · 
Arnhem · 
Assen ·
Baarn · 
Bergen op Zoom · 
Bilthoven · 
Bolsward · 
Boxtel · 
Breda · 
Bredevoort · 
Brunssum · 
Bussum · 
Delft ·
Den Haag ·
Den Helder · 
Deurne · 
Deventer · 
Doetinchem ·
Dokkum · 
Dordrecht · 
Drachten · 
Ede · 
Eindhoven · 
Emmen · 
Enschede · 
Franeker · 
Geleen · 
Gouda · 
Groenlo ·
Groningen · 
Haarlem · 
Harlingen ·  
Heemstede · 
Heerenveen · 
Heerlen · 
Helmond · 
Hengelo · 
's-Hertogenbosch · 
Hilversum · 
Hoogeveen · 
Hoorn · 
Horst ·
Kampen · 
Kerkrade · 
Leerdam · 
Leeuwarden · 
Leiden · 
Lelystad · 
Maastricht · 
Meppel ·  
Middelburg  ·
Nijkerk · 
Nijmegen · 
Oldenzaal · 
Ommen · 
Oss · 
Rijswijk (Zuid-Holland) · 
Roosendaal · 
Rotterdam · 
Schiedam · 
Sittard · 
Sittard-Geleen · 
Sneek · 
Soest · 
Stadskanaal · 
Tegelen · 
Tiel · 
Tilburg · 
Urk · 
Utrecht · 
Veenendaal · 
Veghel · 
Venlo · 
Venray · 
Vlaardingen · 
Vlissingen · 
Wageningen · 
Warnsveld · 
Weert · 
Winschoten · 
Woerden · 
Zeist · 
Zierikzee · 
Zoetermeer · 
Zutphen · 
Zwolle